# Perdita novoleona
Perdita novoleona är en biart som beskrevs av Timberlake 1971. Perdita novoleona ingår i släktet Perdita, och familjen grävbin. Inga underarter finns listade i Catalogue of Life.